# 随机最小生成树
在数学中，将一个无向图按照某种分布随机分配边权后可得一个新图，后者的最小生成树便称为随机最小生成树。
若给定的图是n个顶点的完全图，且边权的分布函数处处连续并在原点处导数D > 0，则随机生成树的边权总和有上界C，后者不随n的增长而增长。更精确地讲，n趋向于无穷大时，C趋向于ζ(3)/D，其中ζ为黎曼ζ函數，ζ(3)为阿培里常数。例如，若边权均匀分布于单位区间，则其导数为D = 1，n趋向于无穷大时，C恰趋向于ζ(3)。
网格图的随机生成树在多孔介质中液态流体的入侵渗透模型以及迷宫生成算法中都有所应用。